# Gardist
Gardist je bio hrvatski vojni list iz Koprivnice. Bio je prvi hrvatski vojni list u samostalnoj Hrvatskoj. U impresumu se definirao kao "glasilo Vojne pošte 2139 Koprivnica", "glasilo 117. brigade Hrvatske vojske Koprivnica", " glasilo Kluba pripadnika Hrvatske vojske - 117. brigade", "glasilo Kluba pripadnika Hrvatske vojske, Udruge hrvatskih dragovoljaca domovinskog rata - podružnica Koprivnica, Hrvatskih vojnih invalida domovinskog rata - podružnica Koprivnica ".
IPD-e služba koprivničke 117. brigade, koju je vodio Josip Nakić-Alfirević, objavila je ove prve novine u Hrvatskoj vojsci(HV) s nazivom "Gardist", a koje su se 1991. i 1992., najčešće tjedno, čitale i na borbenim linijama. Osnivač i glavni urednik "Gardista" bio je natporučnik Mladen Pavković, a poznati suradnici bili su dragovoljci Domovinskog rata Vladimir Kostjuk, Dragutin Rendić, Antun i Bojan Mijatović, Dragan Vicković te Stanko Gazivoda.
Prvi je broj izašao 25. listopada 1991.
Slogani su bili "Mora ih se pobijediti", "Srpski okupatori ne poštuju nikakva pravila. Njih se ne može preokrenuti, njih se mora – pobijediti!".
List je pratio sve u svezi s Zborom narodne garde, obranom i stvaranjem slobodne, samostalne i neovisne Hrvatske. List je distribuiran vojnicima na prvim crtama i često je bio jedina sveza obitelji s njima. Besplatno ga se moglo nabaviti i na novinskim kioscima.
Uredništvo "Gardista" pod vodstvom Mladena Pavkovića organiziralo je i brojne druge akcije: ratne izložbe fotografija, likovne kolonije, prikupljanje humanitarne pomoći, ratne plakate, razglednice i drugo, sve s ciljem - da se ne zaboravi!

## Priznanja
Prigodom prve ratne izložbe fotografija u Hrvatskoj, održane u Zagrebu veljače 1992., čiji su prireditelji bili urednici Gardista, predsjednik Tuđman je urednike pohvalio "Zahvaljujući “Gardistu” i ostalim medijima, ne pobjeđujemo samo na vojnom, već i na propagandnom planu".